# 7706 Mien
7706 Mien (1993 FZ36) là một tiểu hành tinh vành đai chính.